# Panel cerámico de Santo Tomás de Aquino (Castellón de la Plana)
El panel cerámico de Santo Tomás de Aquino es un panel cerámico devocional o capillita callejera ubicada en Castellón de la Plana (España). Se emplaza en su dirección original en la calle Santo Tomás n.º 36 de la Capital de la Plana. Estas capillitas dedicadas a una devoción cristiana se popularizaron a mediados del siglo XVIII como una forma de religiosidad popular y emplearon azulejos para representar las imágenes debido prestigio del material en la época, su pervivencia en el tiempo y a la facilidad para ser ejecutados por ceramistas dibujando a mano como si se tratara de un lienzo para un cuadro en un caballete.
Se cree que en toda el municipio de Castellón existen alrededor de 50 paneles cerámicos devocionales de todas las épocas. Los 7 más antiguos, es decir los que sobrevivieron a las corrientes iconoclastas y estéticas de principios del siglo XX, y al anticlericalismo que sufrió la ciudad en agosto de 1936 en los albores de la guerra civil española, fueron declarados en 2017 Bienes de relevancia local de forma genérica por la reforma de la Ley de Patrimonio Cultural Valenciano, y por ello incluidos en el Catálogo de protecciones del patrimonio etnológico del Ayuntamiento de Castellón aprobado en 2021.

## Descripción
Este panel cerámico devocional no se ubica en su lugar original debido a que la vivienda fue derribada, al finalizar la nueva construcción el panel fue colocado en la fachada pero trasladado al antepecho de la cubierta del edificio. En su nueva posición se encuentra pegado a la pared sin ningún elemento decorativo o protector. 
El panel está formado por 12 azulejos de 20 x 20 cm que se disponen en tres hileras verticales de cuatro piezas cada una, y parece que fueron fabricados en un obrador local a finales del siglo XIX. La imagen representa a Santo Tomás de Aquino sentado frente a un ambón en actitud de escribir inspirado por el Espíritu Santo, el dibujo presenta elementos técnicos que pretenden conseguir una cierta perspectiva de la escena. Debajo de la imagen hay un faldón en blanco sobre el que aparece el nombre del santo «STO. TOMAS DE AQUINO». mientras que los márgenes están perfilados con una especie de moldura pintada que enmarca todo el panel. Presenta un estado de conservación deficiente y alterado por el proceso de traslado y reubicación además se equivocaron al colocar de dos piezas invertidas por lo que la imagen del conjunto queda distorsionada.
Su visibilidad no es buena ya que debido a la altura de su ubicación es casi imperceptible para los peatones.